# مالسیا

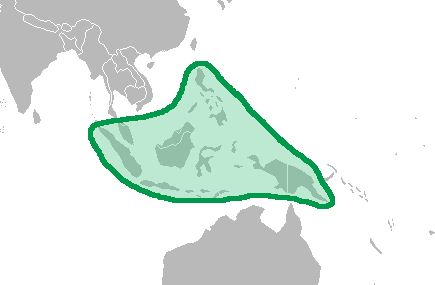
موقعیت جغرافیایی مالسیا

مالزیا یا مالِسیا (Malesia) یک منطقه زیست جغرافیایی در استوا و در مجاورت بومگاه Indomalaya و بومگاه استرالزی است.

## منطقه رویشی
مالسیا در ابتدا به عنوان یک ناحیه رویشی شناسایی شد که شامل شبه جزیره مالایا، مجمع الجزایز مالایی، گینه نو و مجمع الجزایر بیسمارک می‌شد. پوشش گیاهی این منطقه عمدتاً از آسیا تبعیت می‌کند اما بسیاری از گونه‌های گیاهی قطب جنوب از جمله مخروطیان، Podocarpaceae و Araucariaceae در آنجا دیده می‌شوند.

### ساندالند
بخش غربی مالسیا ساندالَند (Sundaland) نام دارد که شامل شبه جزیره مالزی و جزایر سوماترا، جاوا، بالیو بورنئو است. ساندالند گونه‌های بزرگ پستانداران آسیا را در خود جای داده‌است. این جزایر آسیایی در آب‌های نسبتاً کم عمق فلات قاره قرار دارند و در دوران یخبندان زمانی که سطح دریا پائین‌تر بود به آسیا متصل بودند. لبه شرقی ساندالَند خط والاس نام دارد که به افتخار آلفرد راسل والاس طبیعت‌شناس قرن نوزدهم بریتانیایی نام‌گذاری شده‌است.

### فیلیپین
بسیاری از بخشای فیلیپین هرگز متصل به سرزمین اصلی آسیا نبوده‌اند و بنابراین گونه‌های گیاهی و جانوری مستقلی دارند.

### والاسئا
جزایر بین ساندالَند و گینه نو به نام والاسه آ Wallacea نام دارند و همواره مستقل بوده‌اند و لذا پوشش گیاهی و جانوری مستقلی دارند.

### گینه نو و مجمع الجزایر بیسمارک (Sahulland)
جزایر گینه نو و مجمع الجزایر بیسمارک در نسخه دوم رده‌بندی WGSRPD به جای مالسیا در پاپوآسیا قرار گرفته‌اند.